# No. 9 Operational Group RAAF
Le No. 9 Operational Group est une importante formation de la Royal Australian Air Force (RAAF). Elle fournit des chasseurs, des attaques au sol et un soutien anti-navires aux Alliés sur le théâtre du Pacifique Sud-Ouest pendant la Seconde Guerre mondiale. Établi en septembre 1942, il agit comme une force de frappe mobile indépendante des commandements de zone statiques de la RAAF. Au fur et à mesure de la progression de la guerre dans le Pacifique, le No. 9 Operational Group se transforme en un commandement de zone appelé Northern Command, responsable de la garnison de la Nouvelle-Guinée.